# Diamonds & Dancefloors
Diamonds & Dancefloors é o segundo álbum de estúdio da cantora norte-americana Ava Max, lançado em 27 de janeiro de 2023 através da Atlantic Records. Gravado ao longo de 2021, é um álbum disco e dance-pop muito parecido com o projeto de estreia de Max, Heaven & Hell (2020). O álbum foi promovido pelo lançamento de seis singles: "Maybe You're the Problem", "Million Dollar Baby", "Weapons", "Dancing's Done", "One of Us" e "Ghost". O álbum estreou no top dez de vários países, incluindo Alemanha, Áustria, Espanha, Hungria e Suíça. Nos Estados Unidos, o álbum estreou na 34ª posição da Billboard 200.
Diamonds & Dancefloors recebeu críticas geralmente favoráveis, com uma nota de 80 de 100 no Metacritic, com base em quatro avaliações. Os críticos destacaram a qualidade da produção do álbum, a entrega vocal e a incorporação de elementos dance-pop inspirados nos anos 1980, enquanto alguns criticaram o uso de interpolações e a originalidade das letras.

## Antecedentes
Em 12 de fevereiro de 2022, Max substituiu seu penteado 'Max Cut' por um cabelo vermelho cereja na altura dos ombros e enfatizando uma aparência vermelha e rosa em suas contas de mídia social, provocando rumores sobre o início de uma nova era. Em 2 de março de 2022, ela confirmou que uma música intitulada "Maybe You're the Problem" seria o single principal. Ela também afirmou que seu próximo álbum seria seu álbum mais pessoal já lançado até hoje. Em entrevista à Billboard, ela revelou que esteve trabalhando no álbum durante todo o ano de 2021, ao qual se referiu como "o ano mais difícil" de sua vida. Ela também afirmou que estava "aterrorizada" quando sua música gravada recentemente se tornou mais vulnerável.
Em 1º de junho de 2022, ela revelou o nome do álbum e a arte da capa, primeiro em suas redes sociais, depois no The Today Show. Na imagem original, concentra-se no rosto de Max, com cabelos ruivos brilhantes, sombra branca e batom vermelho. Max está coberta de diamantes e tem um diamante na boca. O álbum está definido para incluir 14 faixas no total.
O álbum estava programado para ser lançado em 14 de outubro de 2022, mas foi anunciado que seria adiado para 27 de janeiro de 2023, com a arte da capa principal oficial que foi revelada em 19 de dezembro de 2022.

## Capas de arte
O álbum tem três capas oficiais, todas fotografadas pela fotógrafa americana Marilyn Hue. A arte da capa original de Diamonds and Dancefloors foi revelada por Max em 1º de junho de 2022, em suas mídias sociais. Apresenta um close de Max coberta de diamantes com um diamante na boca. A capa foi posteriormente usada apenas em versões físicas do álbum; a nova foi usado em edições digitais e streaming.
A nova arte da capa do álbum foi revelada em 19 de dezembro de 2022, mais uma vez nas mídias sociais de Max. Foi tirada após a filmagem do visualizador de "Dancing's Done", o quarto single do álbum. A imagem mostra Max deitada em diamantes com um holofote focando em seu rosto, ela tem cabelos ruivos brilhantes, sombra branca e batom vermelho. Max está usando um biquíni coberto de diamantes com acessórios de diamantes. Em entrevista ao ET Canada, Max explicou por que mudou a capa do álbum:
| “ | É do visualizador Diamonds and Dancefloors para "Dancing's Done". E então, quando terminei com aquele visualizador, pensei "Ok, estou sentada na capa do outro álbum há muito tempo, é hora de trocá-la e vamos trocá-la por esta." E realmente parecia a capa para mim. | ” |
|   | — Ava Max, ET Canada. |   |

O álbum recebeu uma terceira capa para a versão em CD do álbum como uma versão alternativa da capa do álbum; a arte alterna a capa traseira como a capa frontal e a capa original como a capa traseira.. A capa mostra Max em pé sobre um diamante gigante inclinado, segurando um microfone suspenso em uma das mãos e servindo champanhe de uma taça com a outra mão.

## Lançamento e promoção
Diamonds & Dancefloors foi lançado em 27 de janeiro de 2023 pela Atlantic Records. A edição padrão do álbum foi lançada para download e streaming digital e fisicamente em CD, cassete e vinil. O CD foi lançado com duas capas diferentes e o disco de vinil em quatro cores diferentes. A edição japonesa do álbum foi lançada em CD com duas faixas bônus: um remix de "Maybe You're the Problem" e um remix de "Million Dollar Baby". Max anunciou que haveria uma edição de luxo do álbum e que em breve ela embarcaria em sua primeira turnê como atração principal.
De 21 a 30 de dezembro de 2022, Max realizou uma atividade chamada "12 Dias de Diamonds & Dancefloors", onde lançou um novo visualizador todos os dias durante doze dias. No primeiro dia, o visualizador completo de "Dancing's Done" foi lançado. No dia seguinte, um trecho do visualizador de "Weapons" foi postado via TikTok. Trechos para os próximos sete dias incluíram a faixa-título, "Turn Off the Lights", "Cold as Ice", "In the Dark", "Last Night on Earth", "Hold Up (Wait a Minute)" e "Get Outta My Heart". "Ghost" foi lançado como o último visualizador do evento. Max então mencionou que guardaria mais três surpresas para o mês de janeiro. O visualizador completo de "One of Us" foi lançado em 27 de janeiro de 2023.

### Singles
Em 2 de março de 2022, Max anunciou que "Maybe You're the Problem" seria o primeiro single. Ela começou a provocar a música através de vários trechos e vídeos no TikTok. Foi lançado em 28 de abril de 2022 e, posteriormente, estreou e alcançou o número 83 no UK Singles Chart. Max cantou a música pela primeira vez em 1º de junho de 2022, no The Today Show, onde também anunciou o álbum. Ela cantou a música novamente no 2022 LOS40 Music Awards em 4 de novembro do mesmo ano.
Em agosto de 2022, ela começou a provocar intitulada "Million Dollar Baby". A música foi lançada em 1º de setembro de 2022, como o segundo single do álbum. Em 13 de outubro de 2022, Max revelou a lista de faixas do álbum junto com a contracapa, nas redes sociais. Max cantou a música no MTV Europe Music Awards 2022 em 13 de novembro e no NRJ Music Awards de 2022 em 18 de novembro. A canção aparece no jogo rítmico Just Dance 2023 Edition, com a coreografia realizada pela própria Max como treinadora.
Por meio do TikTok, Max divulgou o lançamento do terceiro single do álbum, "Weapons", que foi lançado em 10 de novembro de 2022. Em 20 de dezembro de 2022, Max lançou "Dancing's Done" como o quarto single do álbum. Em 10 de janeiro de 2023, Max anunciou através de suas mídias sociais o lançamento de "One of Us" para 12 de janeiro, servindo como quinto single do álbum. Em 24 de janeiro, "Cold as Ice" foi lançado como primeiro single promocional do álbum.

## Recepção crítica
| Críticas profissionais | Críticas profissionais |
| Pontuações agregadas   | Pontuações agregadas   |
| Fonte                  | Avaliação              |
| ---------------------- | ---------------------- |
| Metacritic             | 80/100                 |
| AOTY                   | 73/100                 |
| Avaliações da crítica  |                        |
| Fonte                  | Avaliação              |
| AllMusic               | [ 54 ]                 |
| NME                    | [ 55 ]                 |
| PopMatters             | 7/10                   |
| The Line of Best Fit   | 7/10                   |

Diamonds & Dancefloors recebeu críticas geralmente favoráveis dos críticos de música. No Metacritic, que atribui uma classificação normalizada de 100 a críticas de críticos convencionais, o álbum recebeu uma pontuação média de 80.
Neil Z. Yeung do AllMusic escreveu que o álbum é "habilmente executado e ideal para ouvir repetidamente" e "é emoção pura e irresistível do início ao fim". Yeung achou o poder vocal de Max "apaixonante". Sam Franzini, do The Line of Best Fit, descobriu que o álbum é "cintilante e brilhante com uma produção consistentemente nítida", embora "não aprendamos muito sobre Max nessas canções", porque as canções "não têm sentido narrativo".

## Alinhamento de faixas
| Diamonds & Dancefloors – Edição Padrão |                            | |                                               |         |  |
| N.º                                    | Título                     | Compositor(es) | Produtor(es)                                  | Duração |  |
| 1.                                     | "Million Dollar Baby"      | Amanda Ava Koci Jessica Agombar David Stewart Michael Pollack Peter Rycroft Henry Walter Diane Warren                   | Cirkut Lostboy Stewart                        | 3:04    |  |
| 2.                                     | "Sleepwalker"              | Koci Sean Douglas Marcus "MarcLo" Lomax Walter Jonas Jeberg                                                             | Cirkut Jeberg Dertner                         | 3:10    |  |
| 3.                                     | "Maybe You're the Problem" | Koci Douglas Lomax Dertner Walter Jeberg                                                                                | Cirkut Jeberg Dertner ↑[c]                    | 3:10    |  |
| 4.                                     | "Ghost"                    | Koci Deba Dakaj Uzoechi Emenike Walter                                                                                  | Cirkut                                        | 3:01    |  |
| 5.                                     | "Hold Up (Wait a Minute)"  | Koci Jesse Leonard Aicher Samuel Martin Nathaniel Merchant Madison Love Walter William Spencer Bastian Johnny Goldstein | Cirkut Goldstein                              | 2:28    |  |
| 6.                                     | "Weapons"                  | Koci Love Walter Ryan Tedder Melanie Fontana Michel "Lindgren" Schulz                                                   | Lindgren Cirkut ↑[c]                          | 2:31    |  |
| 7.                                     | "Diamonds & Dancefloors"   | Koci Caroline Ailin Pollack Walter                                                                                      | Cirkut                                        | 2:35    |  |
| 8.                                     | "In the Dark"              | Koci Love Walter Omer Fedi                                                                                              | Cirkut Fedi                                   | 2:52    |  |
| 9.                                     | "Turn Off the Lights"      | Koci Connor McDonough Love Walter                                                                                       | Cirkut C. McDonough                           | 2:36    |  |
| 10.                                    | "One of Us"                | Koci Brett McLaughlin Ailin Walter Matthew James Burns                                                                  | Cirkut Burns                                  | 2:58    |  |
| 11.                                    | "Get Outta My Heart"       | Koci Love Walter Jason Evigan Bernard Herrmann                                                                          | Cirkut Evigan                                 | 3:00    |  |
| 12.                                    | "Cold as Ice"              | Koci C. McDonough Riley McDonough Jakke Erixson Love Walter                                                             | Cirkut C. McDonough T.I. Jakke Tor Eimon ↑[a] | 2:23    |  |
| 13.                                    | "Last Night on Earth"      | Koci C. McDonough Erixson Love Walter                                                                                   | Cirkut C. McDonough                           | 2:57    |  |
| 14.                                    | "Dancing's Done"           | Koci Douglas Pablo Bowman Burns Rycroft Walter                                                                          | Lostboy Burns Cirkut ↑[v]                     | 2:46    |  |
| Duração total:                         | Duração total:             | Duração total: | Duração total:                                | 39:31   |  |

| Diamonds & Dancefloors – Faixa bônus da edição japonesa |                                           |                                                    |                          |         |  |
| N.º                                                     | Título                                    | Compositor(es)                                     | Produtor(es)             | Duração |  |
| 15.                                                     | "Maybe You're the Problem" (MOTi Remix)   | Koci Douglas Lomax Dertner Walter Jeberg           | Cirkut Jeberg Dertner ↑c | 2:47    |  |
| 16.                                                     | "Maybe You're the Problem" (COASTR Remix) | Koci Agombar Stewart Pollack Rycroft Walter Warren | Cirkut Jeberg Stewart ↑c | 2:41    |  |
| Duração total:                                          | Duração total:                            | Duração total:                                     | Duração total:           | 45:10   |  |

Notas
- ↑c  significa um co-produtor.
- ↑a  significa um produtor adicional.
- ↑v  significa um produtor vocal.
- "Million Dollar Baby" contém uma interpolação de "Can't Fight the Moonlight" (2000), escrita por Diane Warren e interpretada por LeAnn Rimes.
- "Get Outta My Heart" contém elementos sampleados da partitura de Twisted Nerve (1968), composta por Bernard Herrmann.

## Equipe e colaboradores
Músicos
| - Ava Max — artista principal, vocais - Cirkut — todos os instrumentos, programação (faixas 1–5, 7–13) - David Stewart — todos os instrumentos, programação (faixa 1) - Abraham Dertner — todos os instrumentos, programação (faixas 2, 3) - Jonas Jeberg — todos os instrumentos, programação (faixas 2, 3) - Johnny Goldstein — todos os instrumentos, programação (faixa 5) | - Omer Fedi — todos os instrumentos, programação (faixa 8) - Connor McDonough — todos os instrumentos, programação (faixas 9, 12, 13) - Burns — todos os instrumentos, programação (faixa 10) - Jason Evigan — todos os instrumentos, programação (faixa 11) - Jakke Erixson — todos os instrumentos, programação (faixa 12) |

Técnico
- Chris Gehringer — masterização
- Tom Norris — mixagem (faixas 1, 2, 4–13)
- Şerban Ghenea — mixagem (faixas 3, 14)
- John Hanes — engenheiro de som (faixa 14)
- Bryce Bordone — assistência de mixagem (faixas 3, 14)

## Histórico de lançamento
| Região | Data                  | Formato                                     | Gravadora | Ref.                |
| ------ | --------------------- | ------------------------------------------- | --------- | ------------------- |
| Várias | 27 de janeiro de 2023 | Cassete CD Download digital streaming vinil | Atlantic  | [ 18 ] [ 9 ] [ 58 ] |
| Brasil | 27 de janeiro de 2023 | CD                                          | Warner    | [ 59 ]              |
| Japão  | 27 de janeiro de 2023 | CD                                          | Warner    | [ 60 ] [ 19 ]       |